# Clostera atrifrons
Clostera atrifrons är en fjärilsart som beskrevs av Walker 1862. Clostera atrifrons ingår i släktet Clostera och familjen tandspinnare. Inga underarter finns listade i Catalogue of Life.